# بری روون
بری روون (انگلیسی: Barry Rowan؛ زادهٔ ۲۴ آوریل ۱۹۴۲) بازیکن فوتبال اهل بریتانیا است.
از باشگاه‌هایی که در آن بازی کرده‌است می‌توان به باشگاه فوتبال کولچستر یونایتد، باشگاه فوتبال پول تاون، باشگاه فوتبال ردینگ، باشگاه فوتبال اکستر سیتی، باشگاه فوتبال میلوال، باشگاه فوتبال برنتفورد، باشگاه فوتبال میدلزبرو، و باشگاه فوتبال پلیموث آرگیل اشاره کرد.